# Bokšići
Bokšići su naselje u općini Ilijaš, Federacija Bosne i Hercegovine, BiH.

## Stanovništvo
Nacionalni sastav stanovništva 1991. godine, bio je sljedeći:
ukupno: 107
- Hrvati - 77
- Muslimani - 18
- Srbi - 8
- Jugoslaveni - 2
- ostali, neopredijeljeni i nepoznato -